# Hütte Au
Die Hütte Au ist eine Selbstversorgerhütte der Sektion Überlingen des Deutschen Alpenvereins im Lechquellengebirge im Bundesland Vorarlberg, Österreich.

## Geschichte
Die Sektion Überlingen wurde am 7. Juli 1955 in Überlingen als Sektion Überlingen des Deutschen Alpenvereins gegründet. Nach langer Suche nach einer Unterkunft die als Sektionshütte taugen würde, fand man im Jahr 1968 ein altes Bauernhaus am Ortseingang von Argenzipfel. Es folgte im Frühjahr 1969 der notarielle Kaufvertrag. Erst im Herbst 1969 wurde die Erteilung der Kaufgenehmigung durch die Grund- und Verkehrskommission in Bregenz erteilt. Danach begann man mit dem Umbau des Hauses. Nach zweijähriger Bauzeit konnte am 10. Oktober 1971 die öffentliche Einweihung der Hütte Au begangen werden.

## Lage
Das Berghaus Au auf 800 m ü. A. steht im Bregenzerwald im Ortsteil Argenzipfel der Gemeinde Au.

## Zugänge
- Es existieren Parkplätze am Haus in einer begrenzten Anzahl. Im Winter sind Ketten für die letzten 100 m zur Hütte empfohlen.

## Hütten in der Nähe
- Überlinger Hütte, Selbstversorgerhütte, Bregenzerwald-Gebirge (800 m ü. A.)
- Schnepfegg Selbstversorgerhütte, Bregenzerwald-Gebirge (885 m ü. A.)
- Bartholomäusalpe (Gaishütte), Alpe, Lechquellen-Gebirge (1657 m ü. A.)
- Zafernalpe, Alpe, Lechquellen-Gebirge (1702 m ü. A.)
- Kasparsalpe 1695 m, Alpe, Lechquellen-Gebirge (1695 m ü. A.)
- Obere Ischkarneialpe, Alpe, Lechquellen-Gebirge (1821 m ü. A.)
- Ischkarneialpe, Alpe, Lechquellen-Gebirge (1523 m ü. A.)[2]

## Touren und Gipfel
- Von Au auf die Kanisfluh, 15,7 km, 6,5 Std.
- Bergkristallhütte, 13,6 km, 6 Std.
- Au – Zarte Pflanzen und Holzhütten, 7 km, 2,5 Std.
- Auf die Holenke (Kanisfluh), 10,1 km, 4,5 Std.[3]

## Skifahren
- Skigebiete in Vorarlberg[4]

## Karten
- Kompass Karten 33 Arlberg, Verwallgruppe: 4in1 Wanderkarte 1:50.000 mit Aktiv Guide und Detailkarten inklusive Karte zur offline Verwendung, Skitouren ISBN 978-3990449417
- Bregenzerwald, Großes Walsertal, Nagelfluhkette: Wander- und Radkarte mit Ausflugszielen & Freizeittipps, wetterfest, reißfest, abwischbar, GPS-genau. 1:35.000 Landkarte – Gefaltete Karte ISBN 978-3961325009